# Фруамон-Коартий
Фруамо́н-Коарти́й (фр. Froidmont-Cohartille) — коммуна во Франции, находится в регионе Пикардия. Департамент коммуны — Эна. Входит в состав кантона Марль. Округ коммуны — Лан.
Код INSEE коммуны — 02338.

## Население
Население коммуны на 2010 год составляло 238 человек.
| 1962 | 1968 | 1975 | 1982 | 1990 | 1999 | 2010 |
| ---- | ---- | ---- | ---- | ---- | ---- | ---- |
| 327  | 278  | 251  | 240  | 234  | 209  | 238  |

## Экономика
В 2010 году среди 160 человек трудоспособного возраста (15—64 лет) 125 были экономически активными, 35 — неактивными (показатель активности — 78,1 %, в 1999 году было 75,8 %). Из 125 активных жителей работали 108 человек (58 мужчин и 50 женщин), безработных было 17 (11 мужчин и 6 женщин). Среди 35 неактивных 9 человек были учениками или студентами, 10 — пенсионерами, 16 были неактивными по другим причинам.